# Dungeon Siege
Dungeon Siege — відеогра жанру Екшн — РПГ (Hack and Slash), розроблена компанією Gas Powered Games та видана Microsoft Game Studios у 2002 році. Головною відмінністю гри є особлива система розвитку, в якій вдосконалення навичок проводиться в міру їх використання. У листопаді 2003 вийшло доповнення Dungeon Siege: Legends of Aranna. Сіквел під назвою Dungeon Siege II з'явився у 2005 році.
Оркестровий саундтрек для гри склав відомий композитор Джеремі Соул.
За мотивами гри був знятий фільм В ім'я короля: Історія облоги підземелля.

## Ігровий процес
Гравцеві належить керувати групою до 8 персонажів, якими можуть бути гноми, люди та осли.
- Осел має набагато більше місця для зберігання речей, ніж інші. При бою він намагається триматися далеко, але якщо йому нікуди бігти, то він буде бити ворога задніми копитами. Те, що він тікає від ворогів, нерідко створює гравцеві незручності при необхідності перемістити його у потрібне місце.
- Гноми лише нижче людей і не відрізняються від них характеристиками.

### Керування
Гравець може вибирати спосіб і щільність побудови свого загону, а також бойову поведінку для кожного персонажа (від переслідування цілі до бездіяльності).
Праворуч від портрета персонажа з показниками здоров'я та мани є панель з 4 віконцями. 1-е віконце для рукопашної зброї, 2-е для лучної, 3-е та 4-е для заклинань. За цим віконцями можна перемикати тип атаки.

### Розвиток персонажа
Для розвитку надаються основні параметри (сила, спритність, інтелект) та другорядні (рукопашна, стрілянина, магія природи, бойова магія). Усі основні параметри підвищують здоров'я й ману у різному ступені. Певні рівні параметрів потрібні для використання предметів або заклинань.
- Сила найбільше впливає на підвищення здоров'я, рукопашні навички.
- Спритність підвищує загальну броню, здоров'я.
- Інтелект більше підвищує ману.
  - Рукопашна впливає на володіння зброєю ближнього бою. Розвиває переважно Силу.
  - Стрілянина впливає на володіння лучною зброєю. Розвиває переважно Спритність.
  - Магія природи та Бойова магія підвищують ефективність відповідних заклинань. Розвивають переважно інтелект.